# پمبروک (ماساچوست)
پمبروک، ماساچوست
پمبروک(به انگلیسی: Pembroke) شهرکی در شهرستان پلیموت ایالت ماساچوست می‌باشد که در سال ۱۷۱۲ بنیان‌گذاری شده‌است. این شهرک در سرشماری سال ۲۰۱۰ میلادی، ۱۷٬۸۳۷ نفر جمعیت داشته‌است.